# 關島波光鰓魚
關島波光鰓魚（學名：Pomachromis guamensis），又稱關島波光鰓雀鯛，為輻鰭魚綱雀鯛科波光鰓魚屬下的一個種，分布於中西太平洋馬里亞納群島海域，深度3至33公尺，體長可達4.5公分，棲息在臨海礁石區，以浮游生物為食，繁殖期時成對出現，雄魚會守護卵直到孵化，生活習性不明。